# بيلين لوبيز (راقصة)
بيلين لوبيز (بالإسبانية: Belén López)‏ هي راقصة إسبانية، ولدت في 1986.